# Counter-Strike: Condition Zero
Counter-Strike: Condition Zero è un videogioco di genere sparatutto in prima persona, seguito di Counter-Strike di Valve Corporation. Frutto di uno sviluppo condiviso tra diverse aziende, è stato messo in commercio da Vivendi il 21 marzo 2004.

## Modalità di gioco
In Condition Zero è presente una modalità giocatore singolo, tramite dei bot gestiti dalla CPU. Le missioni sono dotate di obiettivi che, se rispettati, sbloccano nuove mappe o bot sempre più avanzati.

## Sviluppo
Lo sviluppo di Condition Zero è stato piuttosto travagliato: cominciato da Rogue Entertainment nel 2001, il lavoro viene pochi mesi dopo passato nelle mani di Gearbox Software, fresca delle espansioni per Half-Life Opposing Force e Blue Shift. Nel 2002, dopo alcuni mesi di "silenzio stampa", il gioco viene affidato a Ritual Entertainment, dove prende il nome di Condition Zero: Deleted Scenes e viene ricominciato da zero. Praticamente terminato, diverse copie recensibili di Deleted Scenes vengono consegnate alle principali testate giornalistiche: ma le mediocri valutazioni di queste ultime convincono Valve a ritirare il gioco per essere ulteriormente modificato. Viene così consegnato a Turtle Rock Studios, un piccolo team che aveva in passato già lavorato con Valve sviluppando i bot di Counter-Strike; qua Condition Zero prende la sua forma definitiva.